# Ernst Friedrich Gilg
Ernst Friedrich Gilg (Schliengen, 12 de janeiro de 1867 - Berlim, 11 de outubro de 1933) foi um botânico alemão.

## Vida
Gilg foi curador do Museu Botânico de Berlim. Com o colega botânico Adolf Engler, ele foi co-autor e publicou um programa sobre famílias botânicas - "Syllabus der Pflanzenfamilien" (8ª edição 1919). Ele também fez contribuições para "Das Pflanzenreich" de Engler, (por exemplo, a seção sobre a família Monimiaceae). O gênero de grama Poaceae, Gilgiochloa, foi postumamente nomeado em sua homenagem. Sua esposa, Charlotte Gilg-Benedict (1872–1936), foi coautor em algumas de suas publicações e tem a abreviatura de autor Gilg-Ben.

## Obra
- Pharmazeutische Warenkunde, 4. Auflage 1911
- Botánica aplicada a la Farmacia Editorial Labor S.A. traduzido da 6ª ed. por Pio Font Quer, 1925. Grundzüge der Botanik für Pharmazeuten, 6. Auflage 1921
- Lehrbuch der Pharmakognosie, 3. Auflage 1922

## Homenagens
O gênero Gilgiochloa da família Poaceae foi nomeado em sua honra.